# ثورة القاهرة الأولى
اندلعت ثورة القاهرة الأولى في 20 أكتوبر 1798 – للشعب المصري ضد الحملة الفرنسية على مصر قادها الأزهر وشيوخه ضد نابليون بونابرت .

## أسباب الثورة
كان من أهم أسباب الثورة: فرض الفرنسيين للضرائب الباهظة خاصة على التجار على عكس وعود نابليون عند قدومه لمصر، وتفتيشهم للبيوت والدكاكين بحثا عن أموال، وهدم أبواب الحارات لتسهيل مطاردة رجال المقاومة وهدم المباني المساجد بحجة تحصين المدينة.

## أحداث الثورة
في عام 1798، قاد نابليون بونابرت الجيش الفرنسي إلى مصر، وسرعان ما غزا الإسكندرية والقاهرة. ومع ذلك، في أكتوبر من ذلك العام، أدى السخط ضد الفرنسيين إلى انتفاضة سكان القاهرة.قاد الأزهر وشيوخه الثورة. عندما كان بونابرت في القاهرة القديمة، بدأ سكان المدينة في نشر الأسلحة حول بعضهم البعض وتحصين نقاط القوة، خاصة في جامع الأزهر. حينما اشتعلت الثورة قتل الكثير من المصريين والفرنسيين منهم القائد الفرنسي دومينيك مارتن دوبوي على يد القاهريين الثائرين، وكذلك جوزيف سولكوفسكي، مساعد بونابرت. وبسبب حماسة الشيوخ والأئمة، أقسم المواطنون المحليون على الرسول إبادة جميع الفرنسيين وأي شخص قابلوه، كما تم ذبح جميع الفرنسيين الذين واجهوهم - في المنزل أو في الشوارع - بلا رحمة. احتشدت الحشود عند بوابات المدينة لإبعاد بونابرت، الذي تم صده وأجبر على اتخاذ منعطف للدخول عبر بوابة بولاق.
كان وضع الجيش الفرنسي حرجًا - كان البريطانيون يهددون السيطرة الفرنسية على مصر بعد انتصارهم في معركة أبي قير البحرية، وكان مراد بك وجيشه لا يزالون في الميدان في صعيد مصر، وكان الجنرالات مينو ودوغوا قادرين فقط على القيام بذلك. الحفاظ على السيطرة على الوجه البحري. كان للفلاحين العثمانيين قضية مشتركة مع أولئك الذين انتفضوا ضد الفرنسيين في القاهرة - كانت المنطقة بأكملها في حالة ثورة. نُشر بيان الرب العظيم على نطاق واسع في جميع أنحاء مصر، جاء فيه:
 إن الشعب الفرنسي أمة من الكفار العنيد والأوغاد الجامحين... إنهم ينظرون إلى القرآن الكريم والعهد القديم والعهد الجديد على أنها خرافات... قريباً، ستتقدم إلينا قوات كبيرة بقدر ما هي هائلة عن طريق البر، في في نفس الوقت ستغطي سفن الخط المرتفعة مثل الجبال سطح البحار... إذا كان ذلك يرضي الله، فيحق لك أن تترأس [أي القوات الفرنسية في مصر] دمار كامل. كما تتناثر الريح الغبار، لن يبقى أثر واحد من هؤلاء الكفار: لأن وعد الله رسمي، فإن رجاء الرجل الشرير سينخدع، وسيهلك الأشرار. فسبحان رب العالمين! 

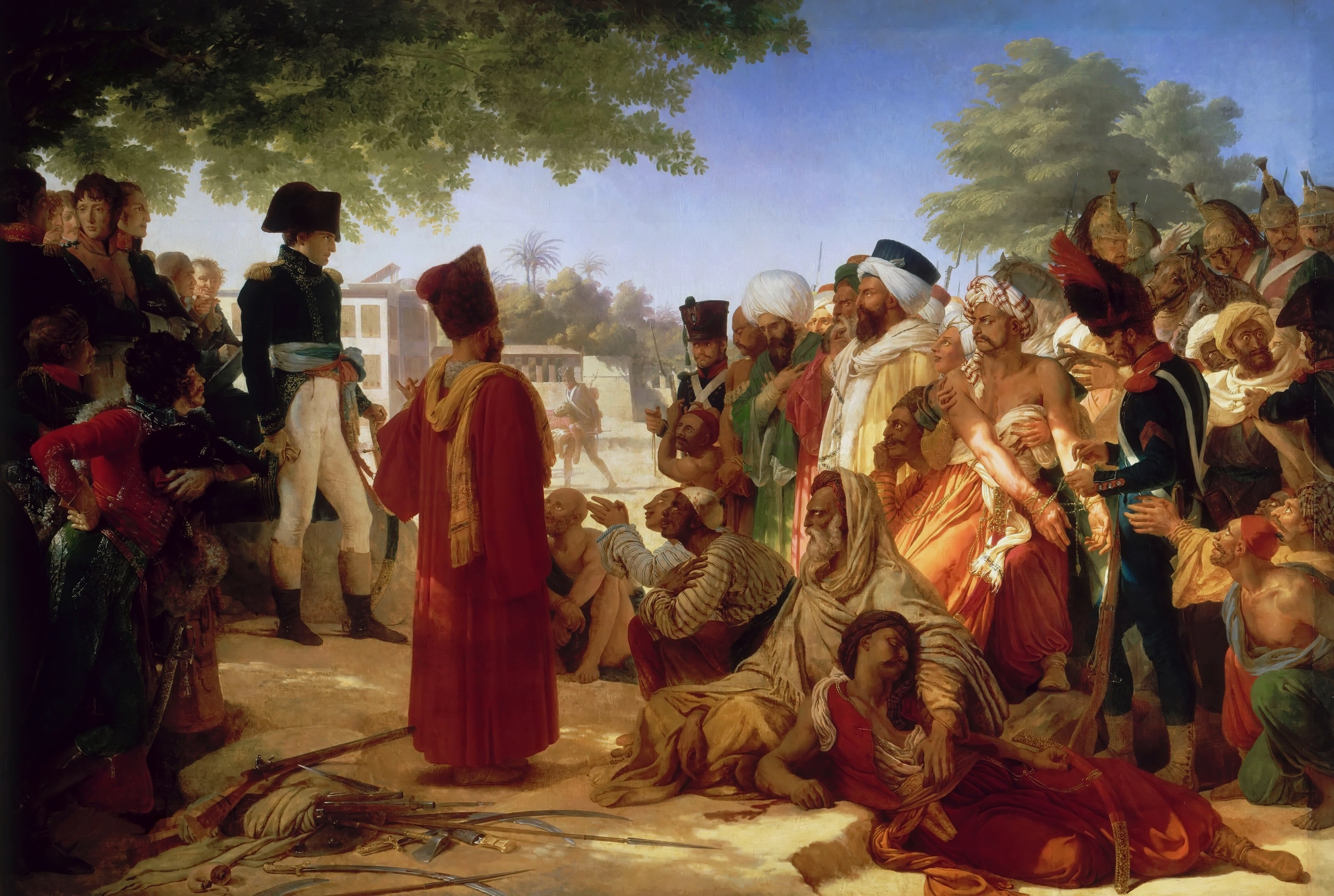
صورة تظهر حديث نابليون مع شيوخ الأزهر بالقاهرة. المؤلف بيير ناريس غيران.

ورد الفرنسيون بنصب مدافع في القلعة وإطلاق النار على مناطق تحوي قوات المتمردين. خلال الليل، تقدم الجنود الفرنسيون حول القاهرة ودمروا أي حواجز وتحصينات واجهوها. سرعان ما بدأ المتمردون في التراجع بقوة القوات الفرنسية، وفقدوا تدريجياً سيطرتهم على مناطقهم في المدينة. واجه نابليون الثورة بعنف ودخل جنوده الأزهر بخيولهم مما أثار الشعور الديني للمصريين. قام بونابرت شخصيًا بمطاردة المتمردين من شارع إلى آخر وأجبرهم على اللجوء إلى جامع الأزهر. قال بونابرت «إنه [أي الله] قد فات الأوان - لقد بدأت، الآن سأنتهي!». ثم أمر على الفور مدفعه بإطلاق النار على المسجد. حطم الفرنسيون البوابات واقتحموا المبنى وقتلوا السكان. في نهاية التمرد قُتل أو جُرح ما بين 5000 إلى 6000 قاهري.

## نتائج الثورة
حكم على ستة شيوخ الأزهر بالإعدام، واقتيدوا إلى القلعة، حيث ضربت أعناقهم ثم انتشلت أجسادهم إلى أماكن مجهولة.